# Sinal de Chadwick
Sinal de Chadwick é um amolecimento e descoloração azulada do cérvice, vagina e vulva causada por congestão venosa. Este sinal pode ser observado 6-8 semanas após a concepção, e geralmente é usado como um sinal precoce de gravidez.
Estas mudanças na coloração foram descobertas aproximadamente em 1836 pelo médico francês Etienne Joseph Jacquemin (1796-1872)